# تئاتر لیریک (نیویورک)
تئاتر لیریک (انگلیسی: Lyric Theatre) یک سالن تئاتر در شهر نیویورک، آمریکا است.
این تئاتر که در سال ۱۹۹۸ تأسیس شده در منطقه تئاتر برادوی قرار دارد و دارای ۱٬۶۲۲ نفر ظرفیت است.

## نگارخانه

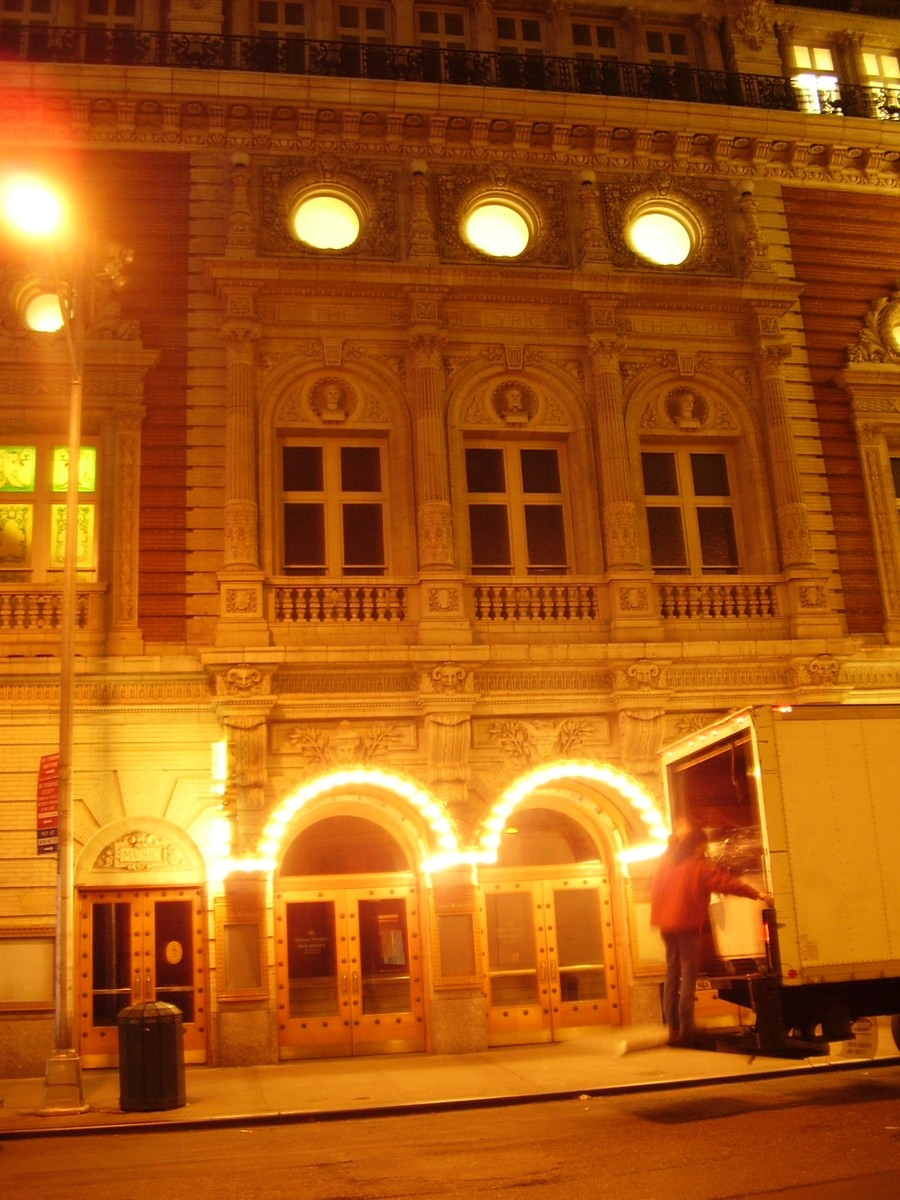
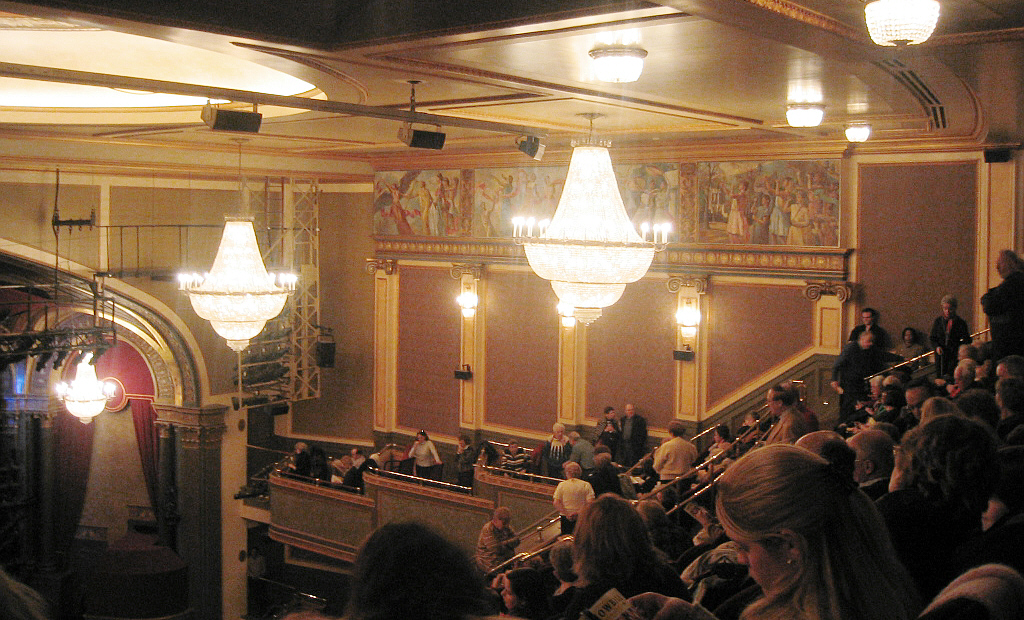